# 6. etape af Tour de France 2007

Sjette etape af Tour de France 2007 blev kørt fredag d. 13. juli og gik fra Semur-en-Auxois til Bourg-en-Bresse.
Ruten var 199,5 km. lang og var med to små kategori 4-stigninger en meget flad etape, der som forventet endte med en massespurt ved målstregen.
- Etape: 6
- Dato: 13. juli
- Længde: 199,5 km
- Danske resultater:

163. Michael Rasmussen + 0.0
- Gennemsnitshastighed:

## Sprint og bjergpasseringer

### 1. sprint (Bligny-sur-Ouche)
Efter 51,5 km
| Vinder | Bradley Wiggins | 6p, 6s |
| 2.     | Tom Boonen      | 4p, 4s |
| 3.     | Robert Hunter   | 2p, 2s |

### 2. sprint (Cormatin)
Efter 127 km
| Vinder | Bradley Wiggins | 6p, 6s |
| 2.     | Tom Boonen      | 4p, 4s |
| 3.     | Erik Zabel      | 2p, 2s |

### 3. sprint (Pont-de-Vaux)
Efter 161,5 km
| Vinder | Bradley Wiggins | 6p, 6s |
| 2.     | Steven de Jongh | 4p, 4s |
| 3.     | Gert Steegmans  | 2p, 2s |

### 1. bjerg (Côte de Grandmont)
4. kategori stigning efter 55 km
| Plads | Navn               | Point |
| ----- | ------------------ | ----- |
| 1.    | Bradley Wiggins    | 3     |
| 2.    | Sylvain Chavanel   | 2     |
| 3.    | Juan Manuel Garate | 1     |

### 2. bjerg (Col de Brancion)
4. kategori stigning efter 138 km
| Plads | Navn               | Point |
| ----- | ------------------ | ----- |
| 1.    | Bradley Wiggins    | 3     |
| 2.    | Juan Manuel Garate | 2     |
| 3.    | Sylvain Chavanel   | 1     |

## Resultatliste
|    | Navn               | Land      | Hold               | Tid      |
| -- | ------------------ | --------- | ------------------ | -------- |
| 1  | Tom Boonen         | Belgien   | Quick Step         | 04:39.01 |
| 2  | Oscar Freire       | Spanien   | Rabobank           | + 0.0    |
| 3  | Erik Zabel         | Tyskland  | Milram             | + 0.0    |
| 4  | Sébastien Chavanel | Frankrig  | Française des Jeux | + 0.0    |
| 5  | Thor Hushovd       | Norge     | Crédit Agricole    | + 0.0    |
| 6  | Daniele Bennati    | Italien   | Lampre             | + 0.0    |
| 7  | Robert Förster     | Tyskland  | Gerolsteiner       | + 0.0    |
| 8  | Robert Hunter      | Sydafrika | Barloworld         | + 0.0    |
| 9  | Romain Feillu      | Frankrig  | Agritubel          | + 0.0    |
| 10 | Murilo Fischer     | Brasilien | Liquigas           | + 0.0    |

## Udgående ryttere
- 143 Geoffroy Lequatre fra Cofidis røg udenfor tidsgrænsen på den 5. etape efter at en madpose viklede sig ind i hans forhjul, som førte til at han røg over styret. Han blev tilbudt at fortsætte løbet af arrangøren, men han måtte på overvågning på sygehuset, og måtte derfor udgå.